# Gottfried Schmutz
Gottfried Schmutz (Hagenbuch, 26 oktober 1954) is een Zwitsers voormalig wielrenner.

## Carrière
Schmutz reed acht keer de Giro waarin een negende plaats in het eindklassement zijn beste resultaat was. Daarnaast reed hij verschillende keer top twintig in de monumenten en behaalde in 1980 met een 15e plaats zijn beste resultaat op de wereldkampioenschappen. Hij werd daarnaast drie keer kampioen op de weg in Zwitserland en behaalde nog verschillende overwinningen in eigen land.

## Overwinningen
1978
- Zwitsers kampioenschap wielrennen op de weg

1979
- Irchel Rundfahrt
- Gippingen
- Visp-Grächen
- Tour du Nord-Ouest de la Suisse

1980
- Andelfingen
- Kaistenberg Rundfahrt
- Zwitsers kampioenschap wielrennen op de weg
- Seuzach
- 1e etappe Dwars door Lausanne
- 2e etappe Dwars door Lausanne
- Eindklassement Dwars door Lausanne

1981
- Seuzach
- 1e etappe Ronde van Zwitserland

1982
- Vuelta Camp de Morvedre

1985
- GP Lugano
- Neerach
- Zwitsers kampioenschap wielrennen op de weg
- Elgg

1986
- GP Kanton Zürich
- 3e etappe Tirreno-Adriatico

## Resultaten in de voornaamste wedstrijden
| Jaar | Ronde van Italië | Ronde van Frankrijk | Ronde van Spanje |
| ---- | ---------------- | ------------------- | ---------------- |
| 1978 |                  |                     |                  |
| 1979 | 9e               |                     |                  |
| 1980 | 13e              |                     |                  |
| 1981 | 26e              |                     |                  |
| 1982 | 14e              |                     |                  |
| 1983 |                  |                     |                  |
| 1984 | 54e              |                     |                  |
| 1985 | 49e              |                     |                  |
| 1986 | 57e              |                     |                  |
| 1987 | 93e              |                     |                  |

| Jaar | Milaan-San Remo | Ronde van Vlaanderen | Luik-Bast.‑Luik | Ronde van Lombardije |  | WK op de weg |
| ---- | --------------- | -------------------- | --------------- | -------------------- |  | ------------ |
| 1978 | 113e            |                      | 11e             | 22e                  |  | 23e          |
| 1979 |                 |                      |                 |                      |  | 43e          |
| 1980 | 106e            | 8e                   |                 |                      |  | 15e          |
| 1981 | 44e             | 26e                  | 16e             |                      |  | 56e          |
| 1982 | 44e             | 15e                  |                 | 26e                  |  |              |
| 1983 | 60e             |                      | 17e             |                      |  |              |
| 1984 | 18e             |                      |                 | 18e                  |  | 31e          |
| 1985 | 107e            |                      |                 |                      |  | opgave       |
| 1986 | 24e             |                      |                 |                      |  | 20e          |
| 1987 |                 |                      |                 |                      |  |              |